# Cmentarz żydowski w Skarżysku-Kamiennej
Cmentarz żydowski w Skarżysku-Kamiennej – kirkut znajdujący się przy ulicy Łyżwy. Został założony w XIX wieku i zajmuje powierzchnię 0,1073 ha, na której zachowało się 25 nagrobków, spośród których tylko część ma czytelne napisy i zachowaną dekorację.